# 傅鼐
傅鼐（穆麟德轉寫：funai，1677年—1738年），字閣峰，號爽齋、稻香草堂，富察氏，滿洲鑲白旗，清朝政治人物、清朝刑部尚書。
初授侍卫，侍清世宗于藩邸。雍正二年（1724年），授镶黄旗汉军副都统，任盛京户部侍郎。涉嫌与隆科多勾结，发遣黑龙江。后召还授参赞大臣，雍正九年（1731年），以参赞大臣赴抚远大将军马尔赛军营效力，击噶尔丹策零有战功。次年光显寺之战，力主截击逃敌，为马尔赛阻止。雍正十二年，参赞福彭军事，参与招抚准噶尔，充使宣谕，赴准噶尔部议和。后任署理兵部尚書。议和时力驳对方收回阿尔泰山旧地之请，予都统衔。清高宗继位，雍正十三年十二月乙卯，接替憲德，擔任清朝刑部尚書，屡上疏论刑律，请因时改正律例条文，由慶復接任刑部尚書。转任正蓝旗满洲都统。乾隆三年（1738年）因过夺职，发往军台效力，不久去世。

## 家族
- 始祖孟古愼郭和。据《八旗滿洲氏族通譜》卷26，訥殷地方富察氏，“孟古愼郭和，鑲白旗人，世居訥殷地方，孔錫庫之孫，伊星阿之長子。……率領子弟及同里壯丁五百名於國初來歸，授以佐領，其長子喀爾喀嘛原任福陵總管兼佐領。……元孙福敏，康熈丁丑科進士，現任太保，加太子太保，議政大臣，武英殿大學士兼工部尚書……莽吉圖之曾孫塞色赫，原任兵部尚書兼佐領，噶爾璧原任前鋒叅領兼佐領，噶爾漢原任協領，對齊原任佐領；元孫馬爾漢、科山俱原任二等侍衞，卓福塔原任䕶軍校，福鼐（傅鼐）原任兵部尚書”。
- 祖額色泰。
- 父噶爾漢，協領。
- 妻曹氏，曹寅之妹。
- 子昌齡（字晋蘅，号谨斋），雍正癸卯进士，侍讲学士；科占；查纳
- 侄子：四川总督文绶（（《內閣小志》有尚书傅鼐子文绶历外任，今为四川总督：科占，文绶弟。但文绶实际为傅鼐侄）
- 女一，宗室德芳继妻；
- 孙女，宗室明舒嫡妻。[2]
- 傅鼐镶白旗满洲富察氏族内堂兄有乾隆帝师太傅福敏（傅敏），族内后人有：一品成都将军观成，一品礼部尚书贵庆，福建巡抚代办闽浙总督瑞璸，吏部郎中外放浙江嘉兴知府瑞琇，府经历闲散瑞珍等。

## 延伸阅读
[在维基数据编辑]
 《清史稿·卷291》，出自趙爾巽《清史稿》